# Kommunizmus Üldözötteinek Szövetsége
A Kommunizmus Üldözötteinek Szövetsége (KÜSZ) magyarországi hungarista civil szervezet, mely 1994 óta nem fejtett ki jelentősebb érdeklődést kiváltó tevékenységet.

## Története
A szervezetet a rendszerváltást követően nem sokkal „alapította” meg Ekrem-Kemál György és több „ötvenhatos”, valamint néhány, a rendszerváltásban csalódott ember. Megalakulásuk után nem sokkal a hungarizmus irányába fordultak, anyagi támogatásukat is a külföldi, főleg hungarista migrációtól kapták. A KÜSZ a Győrkös István vezette Magyar Nemzeti Arcvonallal és a Szabó Albert vezette Világnemzeti Népuralmista Párttal egyesülve, 1994. április 21-én megalapította a Magyar Hungarista Mozgalom nevű pártot, melyet kerek öt hónapnyi működést követően, a bírósági feloszlató határozatot meg sem várva felszámoltak és Magyar Népjóléti Szövetség néven újjáalakítottak.
Ekrem-Kemál Magyar Nemzeti Szabadság Párt (MNSZP) néven alapította újjá szervezetét. A KÜSZ jelenlegi vezetője Winkler János.